# In diretta dal Golgota
(Gore Vidal, In diretta dal Golgota)
In diretta dal Golgota è un romanzo dello scrittore statunitense Gore Vidal pubblicato nel 1992.
Romanzo satirico costruito come fosse un vangelo secondo Timoteo (discepolo e amante di Paolo di Tarso, poi San Paolo), scritto dallo stesso mentre, vescovo in una città dell'Anatolia, passa gli ultimi anni servendo la comunità cristiana del luogo, in compagnia della moglie. La stesura del Vangelo, incentrato sulle gesta di Paolo di Tarso, fondatore della dottrina cristiana, è richiesta allo stesso Timoteo da una serie di dirigenti di multinazionali dello spettacolo (come GE e Westinghouse) che, dal futuro, compare a Timoteo implorandolo di scrivere la storia delle gesta del Santo prima che un hacker in azione nel futuro distrugga definitivamente i testi sacri e prima che i giapponesi (la Sony) si impadroniscano della "parola di Dio", piegandola alle (loro) esigenze di mercato. In cambio di questo servizio, reso da Timoteo alle generazioni future, le televisioni americane (in grado di entrare ed uscire dalla storia attraverso "porte temporali") gli garantiranno l'esclusiva come telecronista ufficiale della crocifissione di Cristo... in diretta dal Golgota.

## Trama
Nell'anno 96 dell'era volgare Timoteo vescovo di Efeso viene visitato in sogno dal suo antico maestro San Paolo, il quale gli preannuncia che è stato scelto dagli uomini del futuro per scrivere la storia di Gesù, dopo che i vangeli sono stati cancellati da un misterioso hacker (per Timoteo, “Achero”). Come dono riceve anche un televisore a grande schermo, sul quale capta i programmi del futuro.
Timoteo intraprende la sua opera di riscrittura, iniziando a raccontare da quando all'età di 15 anni divenne aiutante (e amante) di Paolo di Tarso, che lo portò con sé nei suoi viaggi di proselitismo. In ogni città visitata riuscivano a fondare una comunità di “cristiani”: al contrario degli apostoli, Paolo si era assunto il compito di portare la buona novella ai non-ebrei.
Arrivati a Filippi prendono contatto con una coppia di proseliti locali, Priscilla e il marito, convincendoli a recarsi con loro nella città di Efeso, tra le più grandi della parte orientale dell'Impero. Qui Paolo, Timoteo e Priscilla lavorano talmente bene da sottrarre fedeli ed entrate economiche al tempio di Artemide.
Mentre è all'opera per scrivere il suo vangelo, l'anziano Timoteo riceve ogni tanto visita di viaggiatori dal futuro, che nel romanzo viene chiamato Tivulandia. Gli viene promesso che sarà l'anchorman della progettata diretta tv dal Golgota dedicata alla crocifissione.
Il racconto di Timoteo riprende da Efeso e dal suo tentativo di emanciparsi dalla relazione con Paolo. Si è infatti invaghito di Stefania, una delle sacerdotesse del tempio. La crescita della chiesa a Efeso è così vorticosa da scatenare le ire della religione tradizionale. Timoteo e Paolo si recano allora a Gerusalemme, dove è in corso un dissidio quasi insanabile con la parte “ebrea” dei seguaci di Gesù, capitanati da Giacomo, fratello minore del Cristo. Questi ultimi sono poco interessati alla diffusione della predicazione tra i non ebrei. Tutti comunque prendono per letterali le parole di Gesù sul suo prossimo ritorno in terra e il giudizio universale; Giacomo e i suoi però credono che il Cristo sia il messia annunciato dalle scritture sacre, non il figlio di Dio.
Gli ebrei ortodossi provocano una rissa, Paolo viene coinvolto; accusato di incitare la sedizione contro Roma, si appella alla propria cittadinanza e chiede di essere giudicato nell'Urbe anziché dal governatore della Palestina, Felix. In realtà per lui è un modo di scroccare un passaggio via mare per l'Italia a spese dello Stato. Timoteo e Paolo partono dunque insieme. Nel frattempo Timoteo continua a ricevere visite di viaggiatori dal futuro, a Tivulandia ci sono diverse fazioni interessate alla riscrittura del passato. In particolare, ci si attende che il progresso tecnologico permetta non solo la proiezione olografica dell'immagine a ritroso nel tempo, ma anche il viaggio fisico vero e proprio.
A Roma i due cristiani entrano in contatto con l'ambiente della corte imperiale. Nerone sembra ben disposto verso la loro religione (Paolo nutre l'illusione che possa persino convertirsi); il cesare, che ha un comportamento bisessuale, sembra molto interessato a Timoteo che non può sfuggire alle sue attenzioni. Il ragazzo non riesce a liberarsi dalla fama che si è fatto per colpa di Paolo. A Roma purtroppo le cose si mettono male per i cristiani: gli avvocati di Paolo sbagliano i ricorsi e viene condannato. Inoltre, l'incendio di Roma provoca una sollevazione contro i cristiani. Paolo viene giustiziato insieme a Pietro apostolo, che si trova a Roma da ancora più tempo per diffondere la buona novella.
Timoteo torna in Tessalonica dove diventerà vescovo. Intanto si moltiplicano le visite dal futuro; Timoteo ha sempre in tasca la promessa di essere lui l'anchorman della famosa diretta dal Golgota, ma le cose si complicano quando alta fuori un filmato ripreso nell'orto di Getsemani: vi si vede Gesù che all'arrivo dei soldati venuti per arrestarlo rivolge contro Giuda Iscariota le accuse di essere lui il preteso profeta. Gli armati gli credono e arrestano l'apostolo mentre Gesù viene portato nel futuro. Diventa un grande esperto di software: è lui Achero, l'hacker che sta cancellando ogni traccia dei vangeli; disgustato dal fatto che San Paolo ha diffuso il suo Verbo ai non ebrei, ai quali era originariamente indirizzato secondo le sue intenzioni, è infatti deciso a cancellare il cristianesimo.
Dal punto di vista dei viaggiatori nel futuro, però, se Giuda viene crocefisso al posto suo si aprono non pochi problemi: per quanto riguarda la dottrina forse non cambierebbe nulla, dal momento che persino San Paolo non è a conoscenza del fatto. Tuttavia, trattandosi di una trasmissione in diretta tv, si vedrebbe che l'uomo sulla croce è spropositatamente grasso (Giuda pesa quasi due quintali). Tutti congiurano per fare in modo che venga giustamente messo in croce Gesù, tornato a sua volta indietro nel tempo per assistere alla propria (falsa) esecuzione; viene denunciato da Timoteo a Ponzio Pilato, e la storia finisce nel modo giusto. Il cristianesimo paolino è salvo.

## Critica
Satira feroce delle origini della Chiesa e del suo principale esponente, San Paolo, rappresentato mentre arringa la folla e colto da logolalia distrae i presenti ballando il tip tap, In Diretta dal Golgota sfrutta appieno i meccanismi del genere fantascientifico, come la "dissoluzione" delle coordinate spazio-temporali.
Il libro fornisce un'immagine estremamente dissacrante di Paolo di Tarso e di alcuni Padri della Chiesa; i paradossi temporali creano scene comiche quando accostano personaggi dei primi decenni dopo Cristo e tecnologia moderna. Interessante, dal punto di vista strettamente storiografico, la trattazione della disputa dottrinaria tra le due differenti fazioni in seno alla giovane comunità cristiana, con lo scontro tra la visione tradizionalista di Giacomo, fratello minore di Gesù, e quella più "moderna" di Paolo.

## Edizioni
- Gore Vidal, In diretta dal Golgota, traduzione di Pier Francesco Paolini, coll. La Gaja Scienza, Milano, Longanesi, 1992,  p. 270, ISBN 88-304-1122-1.